# Districte de Sankt Wendel
El Districte de Sankt Wendel és un districte ("Landkreis" en alemany) de Saarland (Alemanya). El cap del districte és la ciutat de Sankt Wendel.

## Història
El districte es va crear el 1834, quan Prússia va annexar les propietats dels Lichtenfelds de Saxònia-Coburg. Després de la Primera Guerra Mundial, el Saarland és administrat per la Societat de Nacions i el districte de Sankt Wendel es va dividir en dues parts. El nord, el Restkreis Sankt Wendel, es va incorporar al districte de Birkenfeld i la part del sud roman propietat del Saarland, en la seva mida reduïda.

## Ciutats i municipis

Ciutats i municipis del districte de Sankt Wendel

(Nombre d'habitants el 2015)
| Ciutats 1. Sankt Wendel (26.066) | Municipis 1. Freisen (8.039) 2. Marpingen (10.337) 3. Namborn (7.215) 4. Nohfelden (10.076) 5. Nonnweiler (8.724) 6. Oberthal (6.076) 7. Tholey (12.359) |